# 李晓惠
李晓惠（1956年2月12日—），中国女子铁饼运动员。她曾获得1978年亚洲运动会女子铁饼金牌、1982年亚洲运动会女子铁饼金牌和1986年亚洲运动会女子铁饼银牌。